# Johann Gerhard Bekel
Johann Gerhard Bekel, genannt Hermann Eilers (* 15. Januar 1745 in Dalum, Kirchspiel Hesepe, Niederstift Münster; † 21. April 1795 in Klein Hesepe, Kirchspiel Hesepe, Niederstift Münster) war ein emsländischer Hochmoorpionier und der erste Siedler in den münsterschen Moorkolonien im Bourtanger Moor.

## Leben

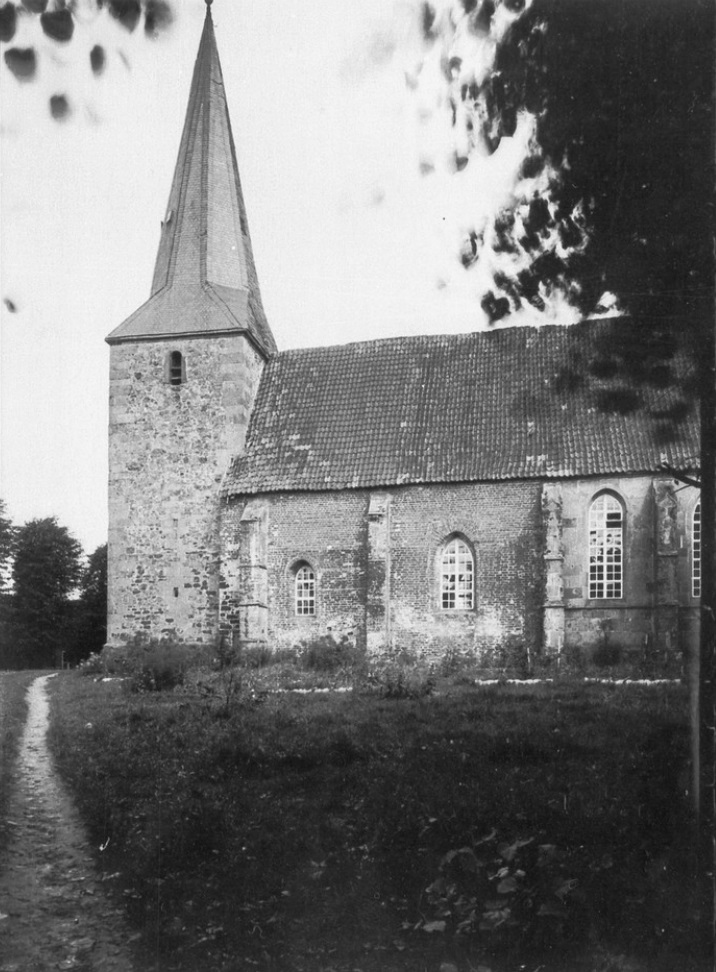
Katholische Kirche St. Nikolaus in Groß Hesepe, um 1900. Bis 1799 wurden die Bewohner der neuen Moorkolonie Hesepertwist kirchlich vom Pfarrer von Groß Hesepe betreut.

Johann Gerhard Bekel wurde in Dalum, Kirchspiel Hesepe, geboren und am 15. Januar 1745 in der katholischen Pfarrkirche St. Nikolaus in Groß Hesepe getauft. Sein Name wurde als Joannes Gerard Beckel ins Taufregister eingetragen. Sein Vater hieß ebenfalls Johann Gerhard Bekel und seine Mutter Elisabeth Camphincken. Er war das erste Kind seiner Eltern, die am 16. Mai 1744 in der Pfarrkirche St. Nikolaus getraut worden waren. Bereits kurz nach der Geburt von Johann Gerhard muss die kleine Familie von Dalum ins nahe gelegene Groß Hesepe umgezogen sein, denn die weiteren Kinder wurden dort geboren: Johann Heinrich (1746), Anna Gesina (1748), Helena Veronica (1752) und Johann Hermann (1754). Anna Gesina verstarb als Säugling. Ein weiterer Umzug folgte vor 1757 denn in diesem Jahr wurde das jüngste Kind, das erneut Anna Gesina genannt wurde, in Klein Hesepe geboren.
Johann Gerhard Bekels nächste Erwähnung erfolgte in dem 1750 erstellten Status animarum („Seelenverzeichnis“) des Kirchspiels Hesepe. Dort wurde er als Joes Gerardus Beckel im Alter von 6 Jahren aufgeführt. Sein Vater war zu diesem Zeitpunkt Heuermann des Bauern Wolcken in Groß Hesepe. Über Johann Gerhards Jugend, die er zur Zeit des Siebenjährigen Krieges (1756–1763) verlebte, ist ansonsten nichts bekannt.
1771 stellte der 26-jährige Gerdt Beckel zusammen mit den anderen Heuerleuten Joan Greten, Heinrich Röckers und Wessel Beckel einen Antrag an die fürstbischöfliche Regierung in Münster, auf die Erlaubnis zur Anlage von Hofstellen im Bereich des Twist im Bourtanger Moor. Zu dieser Zeit war Maximilian Friedrich von Königsegg-Rothenfels der Fürstbischof von Münster. Der Grund für diesen Antrag schien mit der großen Hungersnot 1771 im gesamten Alten Reich in Verbindung zu stehen. Die Antragsteller suchten nach einer Möglichkeit ihren Lebensunterhalt zu sichern. Die Entscheidung über die Erlaubnis wurde von der Regierung vertagt, da der Verlauf der Grenzen zwischen dem Hochstift Münster und der Republik der Sieben Vereinigten Provinzen im Bourtanger Moor noch nicht endgültig geregelt war. Das damals unbewohnte Gebiet des Twist liegt mitten im Bourtanger Moor und wird von der Twister Aa durchflossen, an ihr lagen im 18. Jahrhundert Boôen, die den Schoonebeeker Beerbten gehörten. Das Moor wurde von den Anwohnern als Weidegrund für Rinder und Schafe, für den Torfabbau und für den Buchweizenanbau verwendet.
Am 7. Juli 1772 heiratete der 27-jährige Bekel die 34-jährige Anna Maria Eilers in der Pfarrkirche St. Nikolaus. Anna Maria war die Tochter von Gerhard Eilers und Maria Tappel und wohnte in Groß Hesepe. Bereits vor der Hochzeit muss Bekel von Klein Hesepe zurück nach Groß Hesepe gezogen sein, denn dies wurde im Trauregister als sein Wohnort angegeben. Er zog nach der Eheschließung zur  Familie Eilers und nimmt auch deren Familiennamen an. Dem Ehepaar wurden zwei Kinder geboren: Johann Gerhard Heinrich, am 24. Februar 1774 in Groß Hesepe und Anna Maria Elisabeth am 27. Oktober 1777 ebenfalls in Groß Hesepe.
In den folgenden Jahren war Bekel als Heuermann des Bauern Többen in Groß Hesepe tätig. Im Frühjahr 1780 kündigt dieser ihm die Heuerstelle und setzt ihm eine Frist, bis Mai auszuziehen. Nun stellt Bekel wie bereits 1771, zusammen mit anderen Heuerleuten, erneut einen Antrag an die Regierung in Münster auf Zuweisung von Land im Moor. Er macht auf die Not seiner Familie und seine Perspektivlosigkeit aufmerksam. Aber die Regierung entschied noch immer nichts. Die Heuerstelle Bekels und seiner Familie wurde im Sommer 1780 geräumt. Deswegen errichtete er aus purer Not am Rand des Moores zwischen Fullen und Rühle eine Hütte für sich und seine Familie. Diese rechtswidrig errichtete Behausung wurde von den benachbarten Bauern eingerissen. Daraufhin zog Bekel mit seiner Familie noch weiter ins Moor, in das Gebiet des Twist, und baute sich eine neue Hütte. Er und seine Familie waren somit die ersten Bewohner in dieser Gegend. Die Bauern, die schon seine erste Hütte zerstört hatten, folgten ihm auf den Twist und vertrieben ihn auch von dort.
Nach dem extrem kalten Winter 1783/84 stellten im Frühjahr 1784 Gerd Bekel und sechs andere Männer einen weiteren Antrag zur Besiedlung des Moores an die Regierung in Münster. 1784 war Maximilian Franz von Österreich neuer Fürstbischof von Münster geworden, er führte eine andere Politik als sein Vorgänger, und so wurde nun endlich dem Antrag entsprochen. Daraufhin sollten die Bittsteller beim Rentmeister Johann Bernhard Lipper in Meppen vorstellig werden. Bei diesem erscheinen aber nur drei der sieben Männer. Die anderen vier, unter ihnen auch Bekel, waren saisonal als Hollandgänger, also als Tagelöhner in der Landwirtschaft und Torfstecher, in die Niederlande gegangen, um dort zu arbeiten und Geld zu verdienen, aber noch nicht zurückgekehrt. Nachdem die Bedingungen für die Ansiedlung mit dem Rentmeister besprochen waren, begann im Juli 1784 die offizielle Ansiedlung der ersten sieben Moorkolonisten in der neuen Kolonie Hesepertwist: Gerd Beckel, Henrich Schroer, Joan Henrich Greten, Wessel Beckel, Henrich Töben, Henrich Rakers und Henrich Beckel. Vertraglich wurde die Ansiedlung am 26. September 1784 in Meppen geregelt.
In den Jahren 1786 und 1787 trat Gerd Bekel als Sprecher der neuen Siedler auf und bat die Regierung um Erweiterung des zugewiesenen Landes und um die Instandsetzung des Weges zwischen Groß Hesepe und dem Hesepertwist. Noch 1788 ist Bekel als Kolonist auf dem Hesepertwist nachweisbar, danach muss er zurück nach Klein Hesepe verzogen sein. Der Grund für diesen Weggang aus der Moorkolonie, für die er so lange gekämpft hatte, ist nicht bekannt.
Gerhardus Beckel verstarb am 21. April 1795 in Klein Hesepe, Kirchspiel Hesepe, im Alter von 50 Jahren. Seine Todesursache ist nicht bekannt. Er wurde auf dem Friedhof der Pfarrkirche St. Nikolaus in Groß Hesepe beigesetzt. Seine Witwe Anna Maria starb am 12. April 1811 in der Picardie, ihre Leiche wurde zum Twist überführt und dort auf dem 1788 angelegten Friedhof der Pfarrkirche St. Georg beerdigt.
Noch heute leben viele direkte Nachkommen von Bekel und seiner Frau in der Gegend um den Twist. Zu seinen direkten Nachfahren zählt der Chemienobelpreisträger Ben Feringa.
Nach Johann Gerhard Bekel, der unter dem Namen „Hermann Eilers“ bekannt geworden ist, wurde die Hermann-Eilers-Straße im Twister Ortsteil Bült benannt.

## Das Problem mit dem Namen
Von Johann Gerhard Bekel sind unterschiedliche Namen und Namensformen bekannt: Sein Nachname wird in den Quellen als Bekel, Beckel oder Beeckel genannt. Sein Taufname war Joannes Gerard, von diesem sind unterschiedliche Varianten wie Joes Gerardus überliefert. Die moderne Form dieses Namens ist Johann Gerhard. Sein Rufname war aber Gerd oder Varianten wie Gerdt und  Gerard. In der damaligen Zeit gab es noch keine festgeschriebene Form eines Namens, oft wurde der Name so aufgeschrieben, wie der Schreiber ihn verstand.
Bekel wird in den Quellen als Püntgerd, Püntger oder Püntker bezeichnet. Der Ursprung dieses Namens ist unbekannt, er könnte mit der Familie Pöttker in Zusammenhang stehen, bei der Bekel vielleicht zeitweise gelebt hat.
Darüber hinaus wird Bekels Nachname seit seiner Heirat mit Anna Maria Eilers auch als Eilers oder Eylers angegeben, weil er nach der Hochzeit in deren Familie lebte.
Zu dem Namen Hermann Eilers, unter dem Bekel noch heute bekannt ist, kam er erst durch eine Verwechslung: Johann Bernhard Diepenbrock nannte ihn in seiner Geschichte des vormaligen münsterschen Amtes Meppen von 1838 versehentlich Herm Eilers.

## Rezension
Neben den amtlichen zeitgenössischen Quellen zum  Leben Bekels gibt es noch eine Chronik des Heseper Beerbten Scheveling, die ihn erwähnt. In der historischen Literatur erfolgt seine erste Erwähnung 1838 unter dem Namen Herm Eilers in dem Buch Geschichte des vormaligen münsterschen Amtes Meppen von Johannes Bernhard Diepenbrock. In den vielfältigen Publikationen von Hermann Gröninger, die um 1900 erschienen, wird Bekel nicht direkt erwähnt. Erst unter Heinrich Blanke erfolgt 1938 eine weitere Beschreibung der Geschichte Bekels in Emsländische Moorkolonien im Kreise Meppen. Blanke war auch der erste, der Zusammenhänge zwischen Hermann Eilers und Johann Gerhard Bekel erkannte. Erst ab den 1970er Jahren wurde die ansonsten nicht fassbare Figur Eilers, von den Historikern Bechtluft und Santel, mit Bekel identifiziert und dann dessen Lebensgeschichte aufgedeckt, erforscht und in umfangreichen Publikationen veröffentlicht.